# Nebílovy

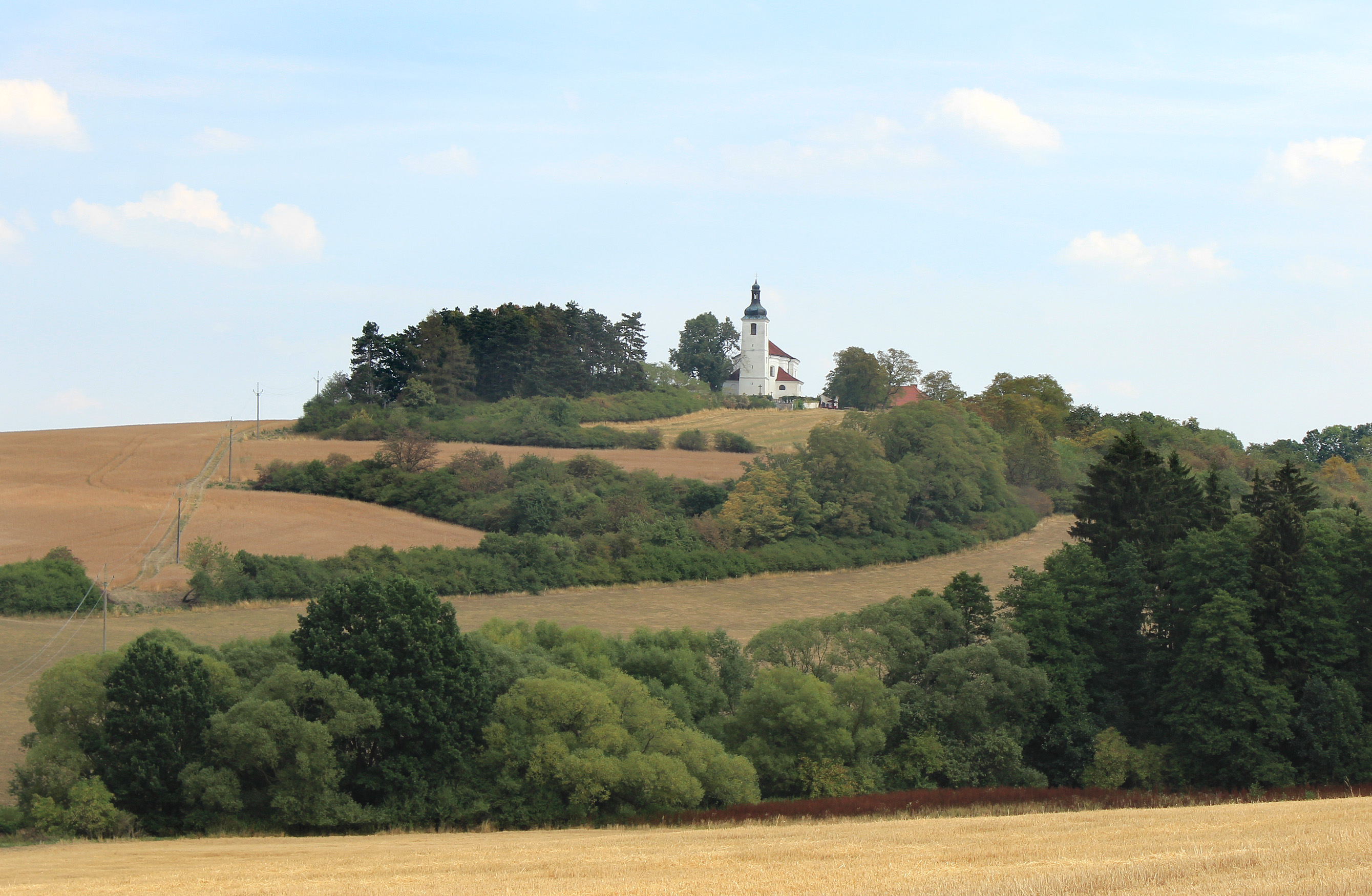
A prusinyi templom

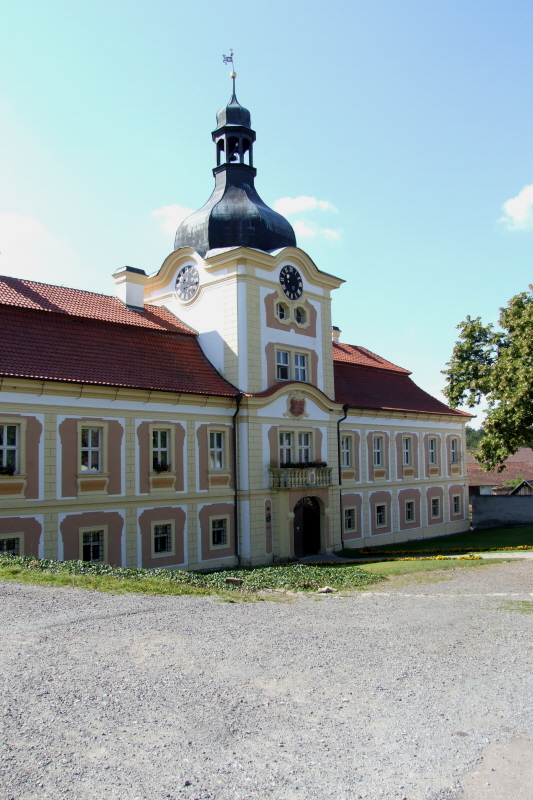
A tanácsháza

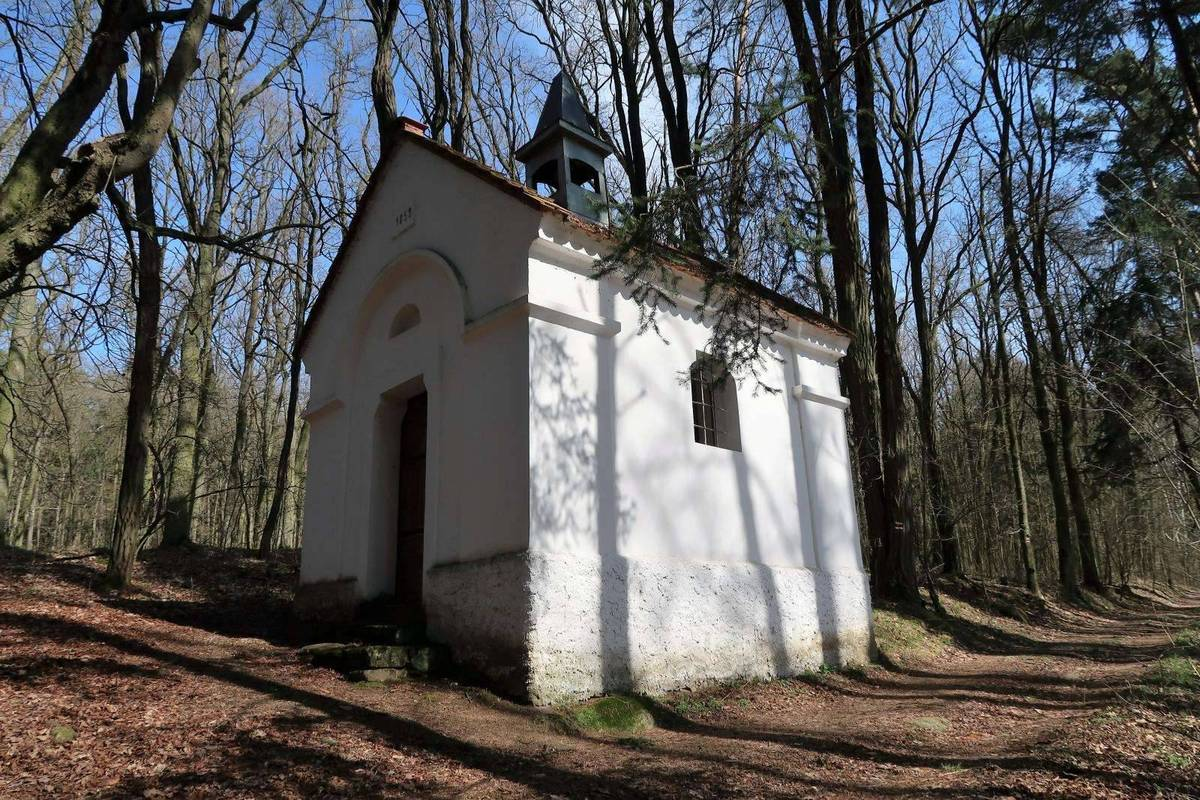
A Szent Barbara-kápolna

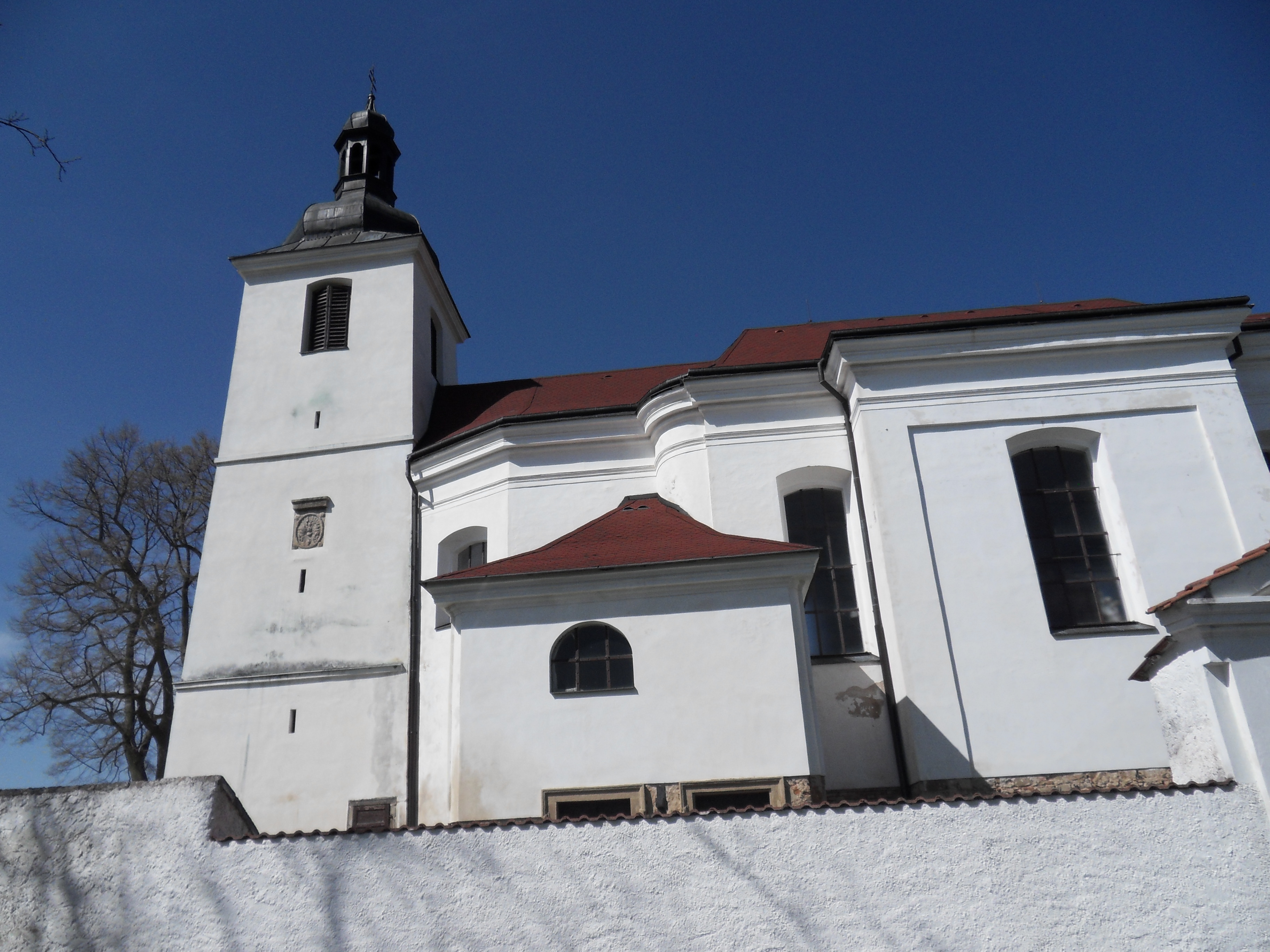
Szent Jakab-templom (nemzeti kulturális örökség) Prusinyban

Nebílovy (németül: Nebillau) egy település Csehország, Dél-plzeňi járásában. Nebílovy Čižice, Předenice, Netunice, Štěnovický Borek, Chválenice és Střížovice településekkel határos. Lakosainak száma 382 fő (2024. január 1.).

## Népessége
A település lakosságának változását az alábbi diagram mutatja:
| Lakosok száma | 367  | 353  | 383  | 347  | 323  | 330  | 348  | 353  | 372  | 382  |
|               | 1869 | 1890 | 1921 | 1950 | 1980 | 2001 | 2017 | 2019 | 2022 | 2024 |

## Története
Első írásos említése 1327-ből származik a falu "de Nebielaw" becenevén. Akkor a falu és a vár is egy bizonyos Racek Nebílov birtokában volt.
A huszita háborúk idején a falut feldúlták.
1555-ig a drahobuzi Nebílovský család székhelye volt. Ebből az időből a régészek  csak kerámiatöredékeket találtak. a faluban valószínűleg állt egy gótikus erődítmény.
1555-től a falu tulajdonosa a Hořovicét is birtokló Jan Hradiště; először ekkor említenek egy erődöt, egy sörgyárral rendelkező udvart, egy sörfőzdét és egy malátázót.
1604-ben vette meg a falut Svárovi és Šťáhlavy-i Mariana Kokořovcová Az adás-vételi szerződésben felsorolt ingatlanok: Nebílovy vára a koröskörös udvarral, sörfőzdével, sörházzal, medencével, malátaházzal.
1624-ben így jellemzik a családi székhelyet: Nebílovy vára kőből jól megépített, szobákkal, pincékkel, kamrákkal, boltozatokkal, minden alsó és felső szobával és padlással… A várban lévő cselédudvar ratajnával, disznóólakkal, marstallal, pajtákkal és és mindenekkel ugyanabban az udvarban, amely ősidők óta zárva maradt…. A sörfőzde a spilakkal, cséplőszékkel, ligetekkel, medencével… a nebili komlóskert és a vár fölötti kert mindenféle konyhai dolgok vetésére és ültetésére…
1705-ben a birtok akkori tulajdonosa, a jómódú Adam Heinrich von Steinau (†1712)  gróf tábornagy úgy döntött, hogy az addigi kis erődítményt barokk stílusú kastéllyá alakíttatja. Az építkezés 1706-ban kezdődött.
1784–1789-ben a kastélyt ismét átépítették.
1850 körül 380 lakos élt 47 házban. Ebben az évben, a jobbágyság eltörlésére válaszul a monarchia új területi és közigazgatási felosztást vezetett be, így lett Nebílovy a plzeňi járás községe. A nemzeti újjászületés idején egyre-másra alakultak a polgári társaságok és egyesületek, például az Olvasó és Gazdasági Társaság (1890) és az Önkéntes Tűzoltóság (1895).
A falut már a 20. század elején autóbuszjárat kötötte össze Plzeňnel. Ez a kapcsolat az első világháború alatt megszakadt, de 1923-ban helyreállították.
A második világháború alatt, 1943-ban a falut bekapcsolták telefonhálózatba (Blovice felől kapott összeköttetést).
A falut 1945. május 7-én szabadította fel az amerikai hadsereg, és hamarosan megalakult a helyi nemzeti bizottság.
Az 1950-es években irodákat, uszodát nyitottak és tűzoltószertárat építettek.
1998-ban Nebílovy lett Az év nyugat-csehországi falva. Azóta felgyorsult a családi házak építése. Ezeket a helyiek mellett elsősorban plzeňi lakosok építik.

## Látnivalói
A Nebílovyi kastély egy barokk bécsi palota a cseh vidéken.
A ma már Nebílovyhoz tartozó Prusinyban áll a Szent Jakab-templom.

## Fordítás
- Ez a szócikk részben vagy egészben  a   Nebílovy című cseh Wikipédia-szócikk ezen változatának fordításán alapul.  Az eredeti cikk szerkesztőit annak laptörténete sorolja fel. Ez a jelzés csupán a megfogalmazás eredetét és a szerzői jogokat jelzi, nem szolgál a cikkben szereplő információk forrásmegjelöléseként.